# Giovanni Antonio Grecolini

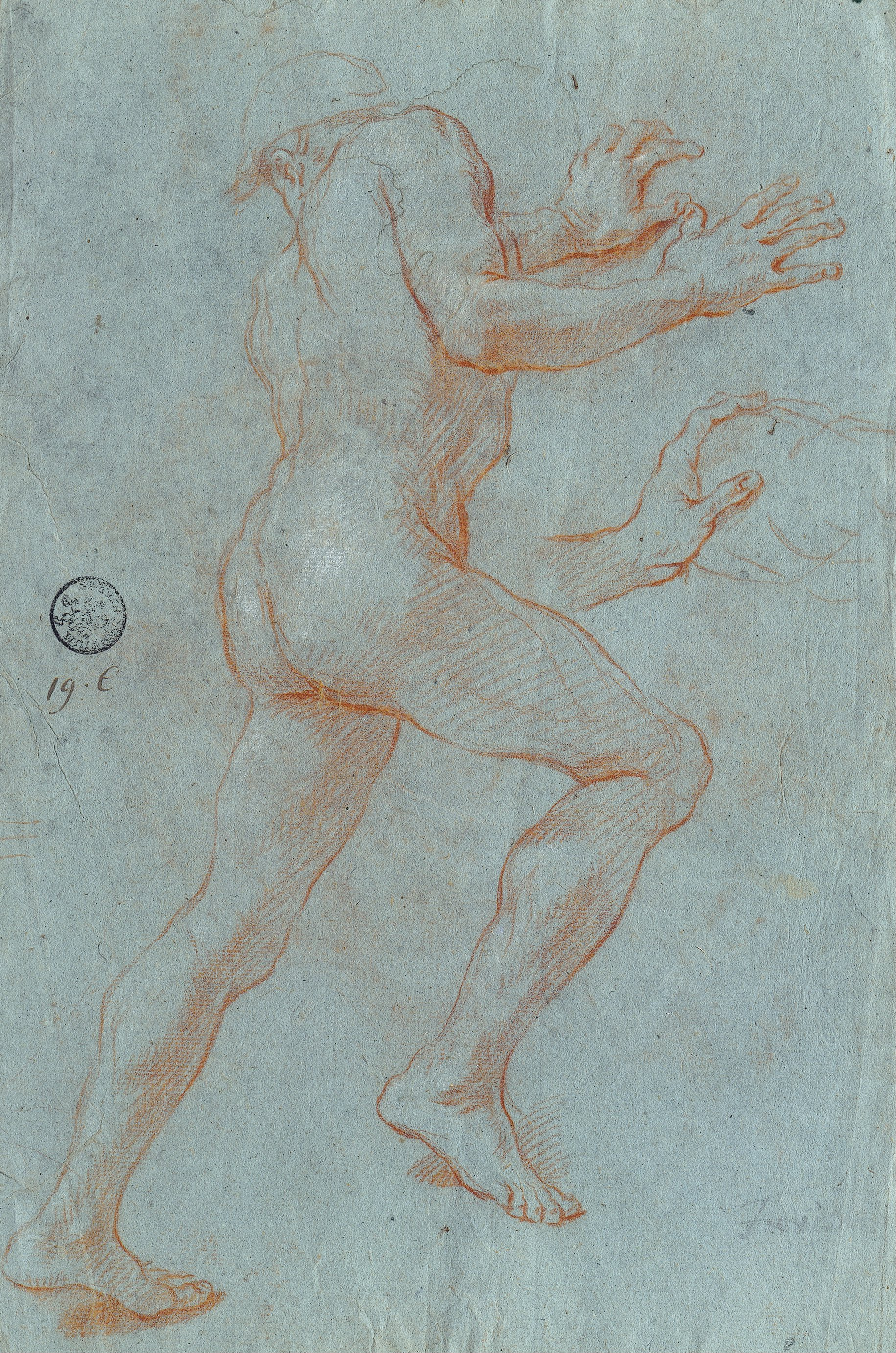
Studie av naken man.

Giovanni Antonio Grecolini, även benämnd Crecolini, född 16 januari 1675 i Rom, död där 24 maj 1725, var en italiensk målare under barocken. Han var elev till Benedetto Luti.

## Verk i urval
- De heliga Kosmas och Damianus förhärligande (takfresk) – Santi Cosma e Damiano dei Barbieri[7]
- Den helige Frans av Sales – Cappella di San Francesco di Sales, San Francesco di Paola[8]
- Fresker – Baptisteriet, San Lorenzo in Lucina[9]